# Dianous cebuensis
Dianous cebuensis  (лат.) — вид жуков-стафилинид из подсемейства Steninae. Эндемик Филиппин.

## Распространение
Азия: Филиппины (Cebu).

## Описание
Мелкие коротконадкрылые жуки. Длина тела взрослых насекомых 4,0 — 4,5 мм. Основная окраска металлически блестящая, чёрная с зеленовато-голубым отблеском. Ноги красновато-жёлтые. Булава усиков и щупики красновато-коричневые. Тело мелко пунктированное, на лбу пунктуры разреженные. Длина висков примерно равна половине диаметра глаза, которые занимают только часть бока головы. Глаза крупные и выпуклые. Лапки пятичлениковые (формула лапок 5—5—5). Задние тазики конической формы. Вид был впервые описан в 2000 году немецким колеоптерологом Фолькером Путцом (Volker Puthz; Limnologische Fluss-Station des Max-Planck-Instituts fur Limnologie, Шлиц, Германия).